# Metis jousseaumei
Metis jousseaumei is een eenoogkreeftjessoort uit de familie van de Metidae. De wetenschappelijke naam van de soort is voor het eerst geldig gepubliceerd in 1892 door Richard.